# Tesma melema
Tesma melema är en fjärilsart som beskrevs av Sergius G. Kiriakoff 1958. Tesma melema ingår i släktet Tesma och familjen björnspinnare. Inga underarter finns listade i Catalogue of Life.